# SA002
SA002（えすえー ぜろぜろに）は、京セラによって開発・製造された、auブランドを展開するKDDIおよび沖縄セルラー電話のCDMA 1X WIN対応音声通話用端末である。事業売却後も京セラに「SANYO」ブランドの使用を認めている三洋電機がパナソニックの傘下に入り、2011年度内に計画されたパナソニックグループ再編に伴い2012年3月までに「SANYO」ブランドが原則的に順次廃止される方向となったことで、「SANYO」ブランドの京セラ製携帯電話は本機を以って最終機種となった。

## 概要
SA001の後継機種にして「SANYO」ブランド（SA）の最終機種。今回はスライド式携帯電話としては世界初となるIPX5/IPX7相当の防水対応が特徴となっている。
3インチの液晶にワイドVGA+のディスプレイが実装されている。また、同時期フィーチャーフォン向けに非ライセンス型(BREW®によるEZアプリ制作にはライセンス登録が必要であり、それが不可能・困難な開発者に向け実装)アプリ機能EZアプリ(J)への移行が進む中、au携帯電話の2010年夏モデルとしては唯一のオープンアプリプレイヤー搭載機種となる。
当時のau機種としては比較的高性能であったものの、それに対してバッテリーの持ちが悪いとの声も上がった。

## 歴史
- 2010年（平成22年）5月17日 - KDDIおよび京セラより公式発表。
- 2010年5月28日 - 中部・関西・沖縄地区にて先行発売。
- 2010年5月29日 - 関東地区にて発売。
- 2010年6月4日 - 上記以外の残りの地区にて発売。
- 2011年（平成23年）3月 - 沖縄地区を除く残りの地区にて販売終了。
- 2011年9月 - 沖縄地区にて販売終了。
- 2012年（平成24年）7月22日 - L800MHz帯（旧800MHz帯・CDMA Bandclass 3）エリアによるサービスの停波によりそれ以降はN800MHz帯（新800MHz帯・CDMA Bandclass 0 Subclass 2）エリア、および2GHz帯（CDMA Bandclass 6）エリアの各サービスで利用する事となる。

## 主な機能・対応サービス
- 辞書機能（明鏡モバイル国語辞典ほか）
- オープン通話・クローズ終話
- とじるとロック
- オープンシャッフル
- ブラインドスクリーン（覗き見防止機能）
- 着信表示設定
- ゆっくり通話・はっきり通話
- でか文字
- ハンズフリー機能
- バイリンガル機能
- ブログアップ機能
- フォトブック
- ICレコーダー機能

| 主な機能・対応サービス                                                                  | 主な機能・対応サービス                                           | 主な機能・対応サービス                                                           | 主な機能・対応サービス                                   |
| --------------------------------------------------------------------------------------- | ---------------------------------------------------------------- | -------------------------------------------------------------------------------- | -------------------------------------------------------- |
| LISMO! (着うたフル) (着うたフルプラス) (LISMOビデオクリップ) (LISMO Video) (LISMO Book) | EZケータイアレンジ ティーンズモード                              | バーコードリーダー&メーカー                                                      | PCサイトビューアー                                       |
| au BOX                                                                                  | ワイヤレスミュージック                                           | au Smart Sports Run & Walk Karada Manager ゴルフ フイットネス カロリーカウンター | EZナビウォーク                                           |
| EZ助手席ナビ                                                                            | 安心ナビ                                                         | 災害時ナビ                                                                       | ナカチェン                                               |
| EZアプリ FullGame! Bluetooth対戦                                                        | EZアプリ(BREW)                                                   | オープンアプリプレイヤー                                                         | PCドキュメントビューアー                                 |
| アレンジメニュー                                                                        | au oneガジェット マルチプレイウィンドウ クイックアクセスメニュー | じぶん銀行アプリ                                                                 | EZ・FM                                                   |
| EZチャンネル EZチャンネルプラス EZニュースフラッシュ EZニュースEX                       | Bluetooth                                                        | Touch Message                                                                    | EZFeliCa                                                 |
| ケータイ de PCメール                                                                    | デコレーションメール                                             | デコレーションアニメ (リラックマなど)                                            | au one メール                                            |
| 緊急通報位置通知                                                                        | ワンセグ                                                         | グローバルパスポート (CDMA)                                                      | 赤外線通信 (IrDA) 無線LAN機能 (Wi-Fi WIN) auフェムトセル |

## 注・出典
1. ↑  2012年7月23日より利用不可
2. ↑  最厚部16.9mm。
3. ↑  7色展開でスリムな防水スライド「SA002」 - ケータイWatch（2010年5月20日閲覧）
4. ↑  お試し版として『ドラゴンクエストIII そして伝説へ…』などがプリセットされる。
5. ↑  ただし2画面同時表示には非対応。